# Avenida Presidente Masaryk

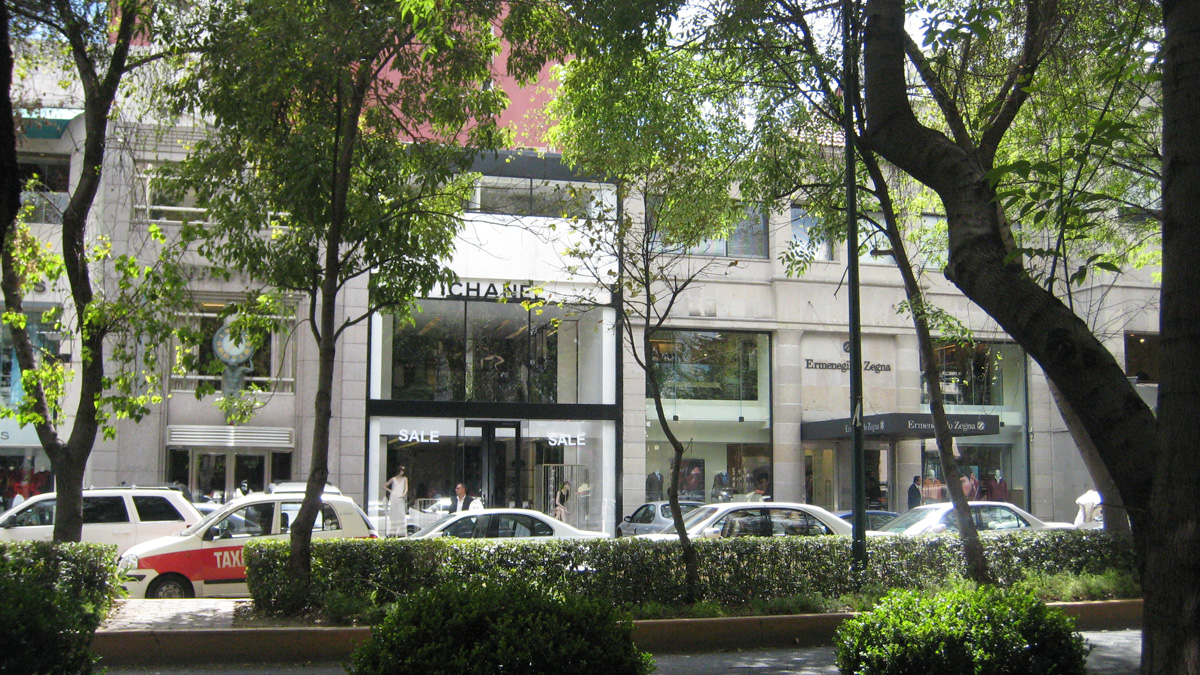
Avenida Presidente Masaryk

De Avenida Presidente Masaryk is een laan in de wijk Polanco in de gemeente Miguel Hidalgo in Mexico-Stad. De straat is genoemd naar Tomáš Masaryk, de eerste president van Tsjechoslowakije. De avenue is een van de belangrijkste en duurste winkelstraten van Mexico-Stad, en wordt gezien als de Mexicaanse versie van de New Yorkse Fifth Avenue.